# Milovice u Hořic
Milovice u Hořic (en allemand : Milowitz) est une commune du district de Jičín, dans la région de Hradec Králové, en Tchéquie. Sa population s'élevait à 297 habitants en 2022.

## Géographie
Milovice u Hořic se trouve à 5 km au sud de Hořice, à 23 km au sud-est de Jičín, à 20 km au nord-ouest de Hradec Králové et à 90 km à l’est-nord-est de Prague.
La commune est limitée par Dobrá Voda u Hořic au nord, par Třebnouševes à l'est, par Stračov et Bříšťany au sud, et par Bašnice à l'ouest.

## Histoire
La première mention écrite de la localité date de 1369. La commune s'appelait Milovice jusqu'en 1998.

## Transports
Par la route, Milovice u Hořic se trouve à 4,5 km de Hořice, à 28 km de Jičín, à 21 km de Hradec Králové et à 113 km de Prague. 